# 姉小路宗房
姉小路 宗房（あねがこうじ むねふさ）は、鎌倉時代中期の公卿。権中納言・藤原宗隆の長男。官位は正四位下・参議。

## 官歴
『公卿補任』による
- 建久10年（1199年） 2月17日：叙爵（従五位下）。3月23日：甲斐守
- 元久元年（1204年） 12月27日：従五位上
- 元久3年（1206年） 2月4日：去守
- 承元元年（1207年） 10月29日：中宮権大進
- 承元4年（1210年） 正月6日：正五位下
- 建保5年（1217年） 正月28日：蔵人、民部権少輔
- 承久2年（1220年） 正月22日：右少弁、止蔵人。3月13日：皇后宮大進
- 貞応元年（1222年） 正月20日：従四位下。4月13日：権右中弁。12月15日：兼近江介。12月21日：右近衛中将。12月22日：従四位上。12月29日：右宮城使
- 時期不明：勧学院別当
- 貞応2年（1223年） 4月10日：皇后宮亮
- 元仁元年（1224年） 8月4日：止亮。10月16日：左中弁。12月17日：蔵人頭
- 嘉禄元年（1225年） 4月26日：正四位下。7月6日：参議。某日：辞参議
- 寛喜2年（1230年） 2月7日：卒去（享年42）

## 系譜
- 父：藤原宗隆
- 母：平業房の娘[1]
- 妻：藤原清長の娘[1]
  - 長男：姉小路顕朝[1][2]（1212-1266）
- 生母不明の子女
  - 男子：藤原定宗[2]
  - 男子：藤原光宗[2]
  - 女子：藤原良忠室[2]